# Gerbert Moricevič Rappaport
Gerbert Moricevič Rappaport (Vienna, 7 luglio 1908 – Leningrado, 5 settembre 1983) è stato un regista cinematografico sovietico.

## Filmografia (parziale)

### Regista
- Professor Mamlok (1938)[1]
- Muzikal'naja istorija (1940)
- Kinokoncert 1941 goda (1941)
- Vozdušnyj izvozčik (1943)[2]
- Poddubenskie častuški (1957)
- Dva bileta na dnevnoj seans (1966)
- Krug (1972)
- Menja ėto ne kasaetsja... (1976)